# Oda a la Alegría

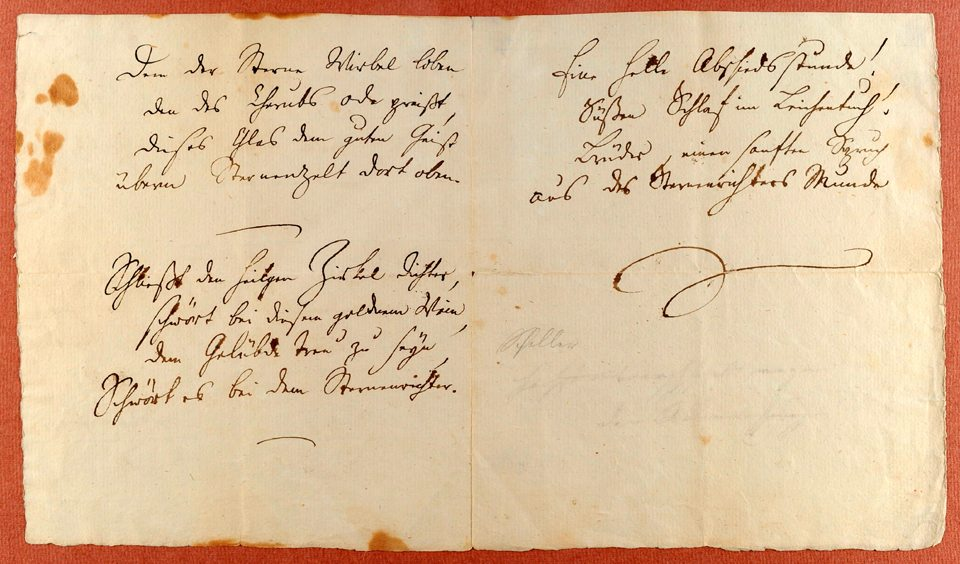
Oda a la Alegría, Manuscrito original

La Oda a la Alegría (An die Freude, en alemán) es una composición poética lírica escrita por Friedrich von Schiller en noviembre de 1785 y publicada por primera vez en 1786. Es el actual himno de la Unión Europea desde 1985.

Según una leyenda del siglo XIX la oda iba a ser originariamente una Ode an die Freiheit (libertad; en la época revolucionaria los estudiantes la cantaban con la música de La Marsellesa), pero luego se convirtió en la Ode an die Freude definitiva, para ampliar su significado: aunque el destino del hombre es la libertad, el desarrollo completo de ese destino debe desembocar en la alegría.

Todos los versos del poema son trocaicos de 4 hemas sin preludio. En las estrofas de 8 versos, las rimas masculinas y femeninas se alternan en rima cruzada, mientras que el estribillo consiste en una rima abrazada.
En la primera estrofa, el contexto del poema se crea abordando directamente la alegría como una alegoría y describiéndola como divina en relación con la Elysion de la mitología griega. A través de "Deine Zauber binden wieder …" (Tus hechizos unen de nuevo...), se atribuye a la alegría una cualidad que une a las personas. Aunque puede entenderse que "Brüder" (Hermanos) sólo tiene un significado masculino, ya que se refiere a todas las personas, el término debe entenderse en general en el sentido de hermandad. Además, el texto también es cantado por mujeres en la composición de Ludwig van Beethoven.
Schiller terminó la "Oda a la alegría" en noviembre de 1785 y la envió al librero Georg Göschen de Leipzig el 29 de noviembre para que la imprimiera para el segundo número de Thalia. La carta de Schiller dice: "Das Gedicht an die Freude ist von Körnern sehr schön komponiert. Wenn Sie meinen, so können wir die Noten, welche nur eine ½ Seite betragen, dazu stechen lassen?" (en español: "El poema A la alegría está bellamente compuesto por Körnern. Si a usted le parece bien, ¿podría grabarse con él la partitura, que sólo tiene ½ página?"), que Schiller recibió de vuelta con el poema impreso los días 13 y 23 de febrero de 1786.
La versión original incluía una última estrofa que fue eliminada de la edición póstuma de 1808:
| Rettung von Tirannenketten, Großmut auch dem Bösewicht, Hoffnung auf den Sterbebetten, Gnade auf dem Hochgericht! Auch die Toden sollen leben! Brüder trinkt und stimmet ein, Allen Sündern soll vergeben, und die Hölle nicht mehr seyn. | Salvación de las cadenas de tiranos, Magnanimidad también para el villano, Esperanza en el lecho de muerte, Piedad en el juicio supremo. ¡Hasta los muertos vivirán! Hermanos, bebed y entonad conmigo Que los pecadores sean perdonados Y que el infierno deje de existir. |

En la primera estrofa también se introdujeron dos modificaciones:
| Original                     | Revisión                    | Traducción del original                  | Traducción de la revisión               |  |
| ---------------------------- | --------------------------- | ---------------------------------------- | --------------------------------------- |  |
| was der Mode Schwerd geteilt | Was die Mode streng geteilt | lo que dividió la espada de la costumbre | lo que dividió severamente la costumbre |  |
| Bettler werden Fürstenbrüder | Alle Menschen werden Brüder | mendigos serán hermanos de príncipes     | todos los seres humanos serán hermanos  |  |

En 1793, cuando tenía 23 años, Ludwig van Beethoven conoció la obra en su forma original y enseguida quiso musicalizar el texto, surgiendo así la idea que acabaría siendo con los años su novena y última sinfonía en Re menor, Op. 125, cuyo movimiento final es para coro y solistas sobre la versión posterior de la “Oda a la Alegría” de Schiller.

## Texto (de la versión de 1808)
| | |

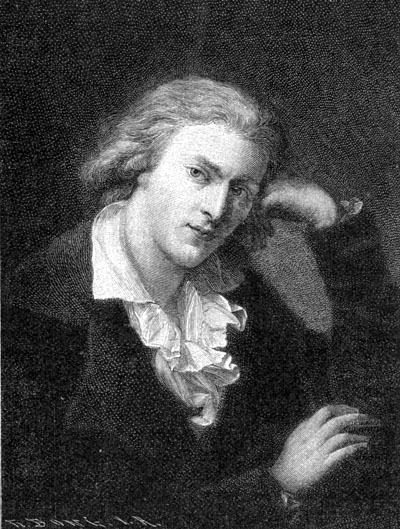
Friedrich Schiller, retratado por Anton Graff (1736-1813), iniciado en la primavera de 1786 y terminado 1791.

| Freude, schöner Götterfunken, Tochter aus Elysium! Wir betreten feuertrunken, Himmlische, Dein Heiligtum. Deine Zauber binden wieder, Was die Mode streng geteilt, Alle Menschen werden Brüder, Wo Dein sanfter Flügel weilt. Chor Seid umschlungen, Millionen! Diesen Kuß der ganzen Welt! Brüder – überm Sternenzelt Muß ein lieber Vater wohnen! Wem der große Wurf gelungen, Eines Freundes Freund zu sein, Wer ein holdes Weib errungen, Mische seinen Jubel ein! Ja - wer auch nur eine Seele Sein nennt auf dem Erdenrund! Und wer's nie gekonnt, der stehle Weinend sich aus diesem Bund! Was den großen Ring bewohnet, Huldige der Sympathie! Zu den Sternen leitet sie, Wo der Unbekannte thronet. Freude trinken alle Wesen An den Brüsten der Natur; Alle Guten, alle Bösen Folgen ihrer Rosenspur. Küsse gab sie uns und Reben, Einen Freund, geprüft im Tod; Wollust ward dem Wurm gegeben, Und der Cherub steht vor Gott. Ihr stürzt nieder, Millionen? Ahnest du den Schöpfer, Welt? Such' ihn überm Sternenzelt! Über Sternen muss er wohnen. Freude heißt die starke Feder In der ewigen Natur. Freude, Freude treibt die Räder In der großen Weltenuhr. Blumen lockt sie aus den Keimen, Sonnen aus dem Firmament, Sphären rollt sie in den Räumen, Die des Sehers Rohr nicht kennt. Froh, wie seine Sonnen fliegen Durch des Himmels prächt'gen Plan, Laufet, Brüder, eure Bahn, Freudig, wie ein Held zum Siegen. | Aus der Wahrheit Feuerspiegel Duldet für die bess're Welt! Droben überm Sternzelt Wird ein großer Gott belohnen. Göttern kann man nicht vergelten, Schön ist's ihnen gleich zu sein. Gram und Armuth soll sich melden, Mit den Frohen sich erfreun. Groll und Rache sei vergessen, Unserm Todfeind sei verziehn, Keine Thräne soll ihn pressen, Keine Reue nage ihn. Unser Schuldbuch sei vernichtet! Ausgesöhnt die ganze Welt! Brüder - überm Sternenzelt Richtet Gott - wie wir gerichtet. Freude sprudelt in Pokalen, In der Traube gold'nem Blut Trinken Sanftmuth Kannibalen, Die Verzweiflung Heldenmut -- Brüder, fliegt von euren Sitzen, Wenn der volle Römer kreist, Laßt den Schaum zum Himmel spritzen: Dieses Glas dem guten Geist. Den der Sterne Wirbel loben Den des Seraphs Hymne preist, Dieses Glas dem guten Geist Überm Sternenzelt dort oben! Festen Muth in schwerem Leiden, Hülfe, wo die Unschuld weint, Ewigkeit geschwor'nen Eiden, Wahrheit gegen Freund und Feind, Männerstolz vor Königsthronen, - Brüder, gält es Gut und Blut - Dem Verdienste seine Kronen, Untergang der Lügenbrut. Schließt den heil'gen Zirkel dichter Schwört bei diesem goldnen Wein: Dem Gelübde treu zu sein, Schwört es bei dem Sternenrichter! |

## Extracto de Beethoven para su novena sinfonía

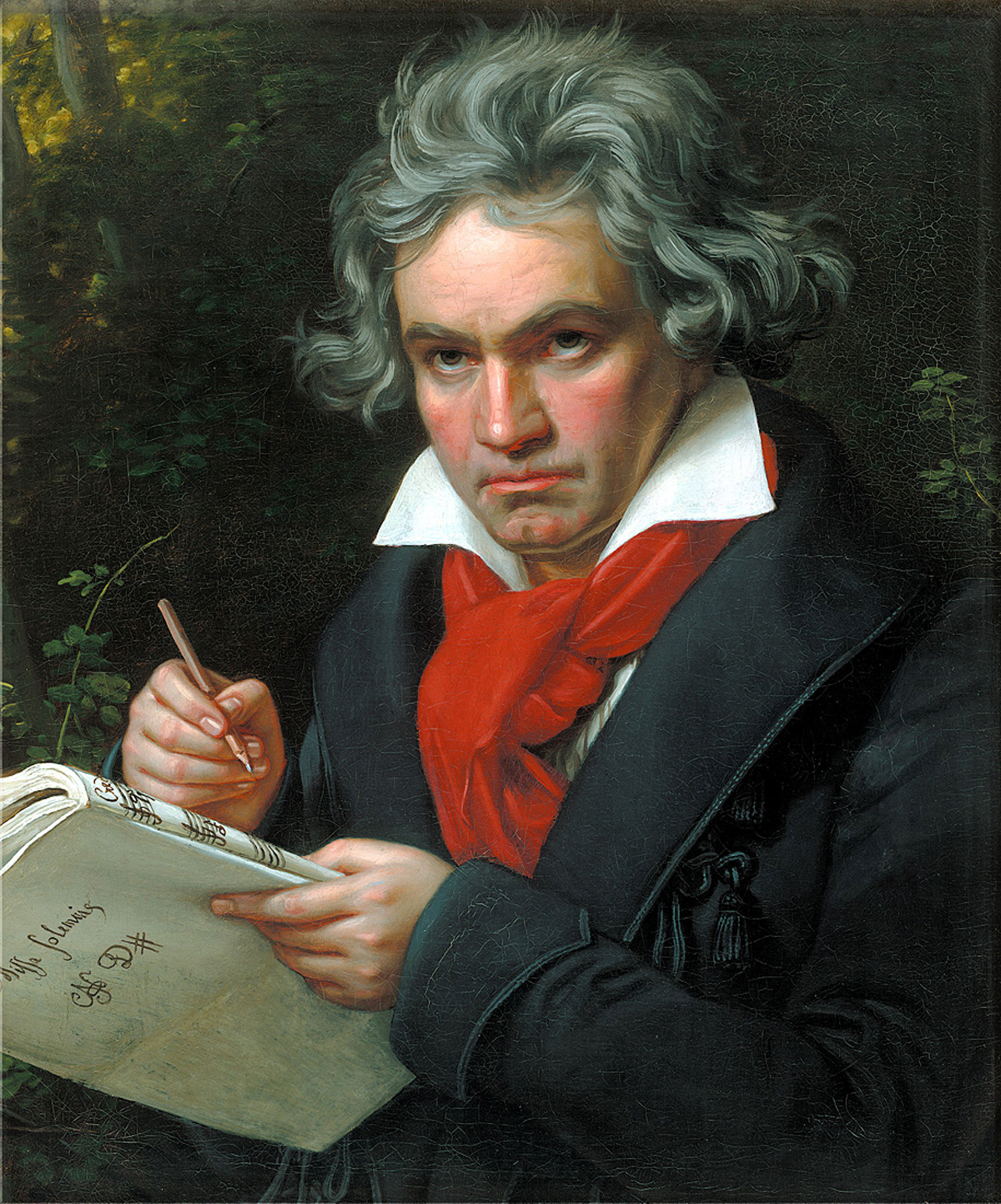
Ludwig van Beethoven.

En itálica las introducciones de Beethoven
| Original | Traducción |
| O Freunde, nicht diese Töne! Sondern laßt uns angenehmere anstimmen und freudenvollere! Freude! Freude! | ¡Oh amigos, dejemos esos tonos! ¡Entonemos otros más agradables y más alegres! |
| Freude, schöner Götterfunken Tochter aus Elysium, Wir betreten feuertrunken, Himmlische, dein Heiligtum. Deine Zauber binden wieder, Was die Mode streng geteilt; Alle Menschen werden Brüder, Wo dein sanfter Flügel weilt.                  | (Texto de Beethoven) Alegría, hermosa chispa de los Dioses, hija del Eliseo. Entramos, oh celeste deidad, en tu templo ebrios de tu fuego. Tu hechizo funde de nuevo lo que los tiempos separaron. Los hombres se vuelven hermanos allí por donde reposan tus suaves alas.                            |
| :Wem der große Wurf gelungen, Eines Freundes Freund zu sein; Wer ein holdes Weib errungen, Mische seinen Jubel ein! Ja, wer auch nur eine Seele Sein nennt auf dem Erdenrund! Und wer's nie gekonnt, der stehle Weinend sich aus diesem Bund! | Quien haya tenido la dicha de poder contar con un amigo, quien haya logrado conquistar a una mujer amada, que su júbilo se una al nuestro. Aún aquel que pueda llamar suya siquiera a un alma sobre la tierra. Mas quien ni siquiera esto haya logrado, ¡que se aleje llorando de esta hermandad!     |
| Freude trinken alle Wesen An den Brüsten der Natur; Alle Guten, alle Bösen Folgen ihrer Rosenspur. Küße gab sie uns und Reben, Einen Freund, geprüft im Tod; Wollust ward dem Wurm gegeben, Und der Cherub steht vor Gott. Vor Gott!          | Todos los seres beben de la alegría del seno abrasador de la naturaleza. Los buenos como los malos, siguen su senda de rosas. Ella nos da besos y vino y un fiel amigo hasta la muerte, |
| Froh, wie seine Sonnen fliegen Durch des Himmels prächt'gen Plan, Laufet, Brüder, eure Bahn, Freudig, wie ein Held zum Siegen. | Volad alegres como sus soles a través del inmenso espacio celestial, seguid, hermanos, vuestra órbita, alegres como héroes en pos de la victoria. |
| Seid umschlungen, Millionen! Diesen Kuß der ganzen Welt! Brüder, über'm Sternenzelt Muss ein lieber Vater wohnen. Ihr stürzt nieder, Millionen? Ahnest du den Schöpfer, Welt? Such' ihn über'm Sternenzelt! Über Sternen muss er wohnen.      | ¡Abrazaos millones de hermanos! Que este beso envuelva al mundo entero! Hermanos! Sobre la bóveda estrellada habita un Padre bondadoso! ¿Flaqueáis, millones de criaturas? ¿No intuyes, mundo, a tu Creador? Búscalo a través de la bóveda celeste, ¡Su morada ha de estar más allá de las estrellas! |